# Ferenc Móra
Ferenc Móra (né le 19 juillet 1879 et mort le 8 février 1934) est un écrivain, journaliste et muséologue hongrois. Il est une figure marquante de la littérature Young Adult en Hongrie.

## Biographie

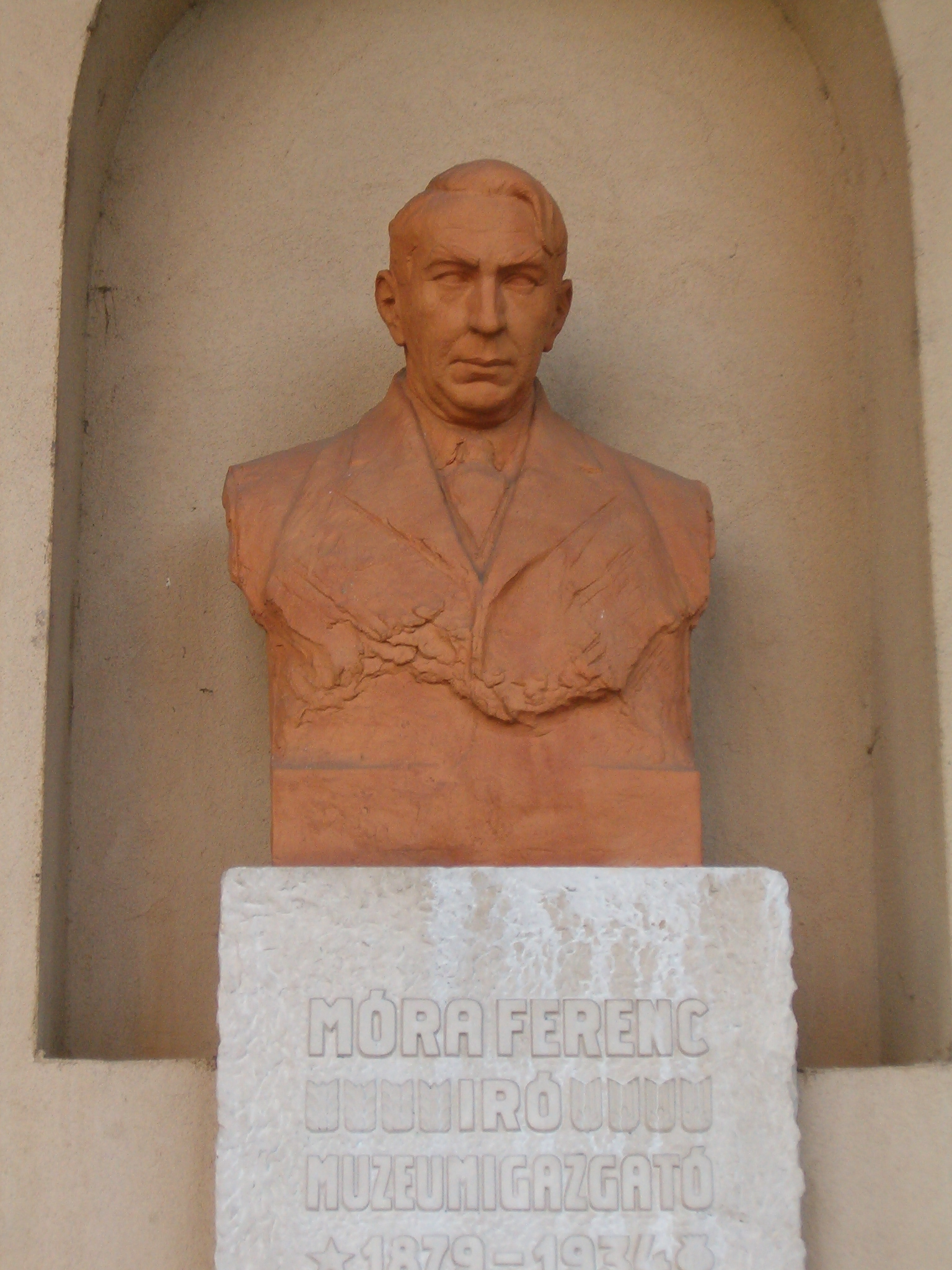
Statue au panthéon de Szeged.

Ferenc Móra naît à Kiskunfélegyháza dans une famille pauvre. Son père, Márton Móra, est tailleur, alors que sa mère, Anna Juhász, est cuisinière.
En raison de la situation financière de sa famille, Móra fait des études de peine et de misère. Il obtient un diplôme en histoire et géographie de l'université Loránd Eötvös et enseigne un an à Oberschützen, Vas (Hongrie). 
Il commence une carrière en muséologie en 1904,,,.

## Œuvres
- 1909 : (hu)Rab ember fiai
- 1911 : (hu)Mindenki Jánoskája

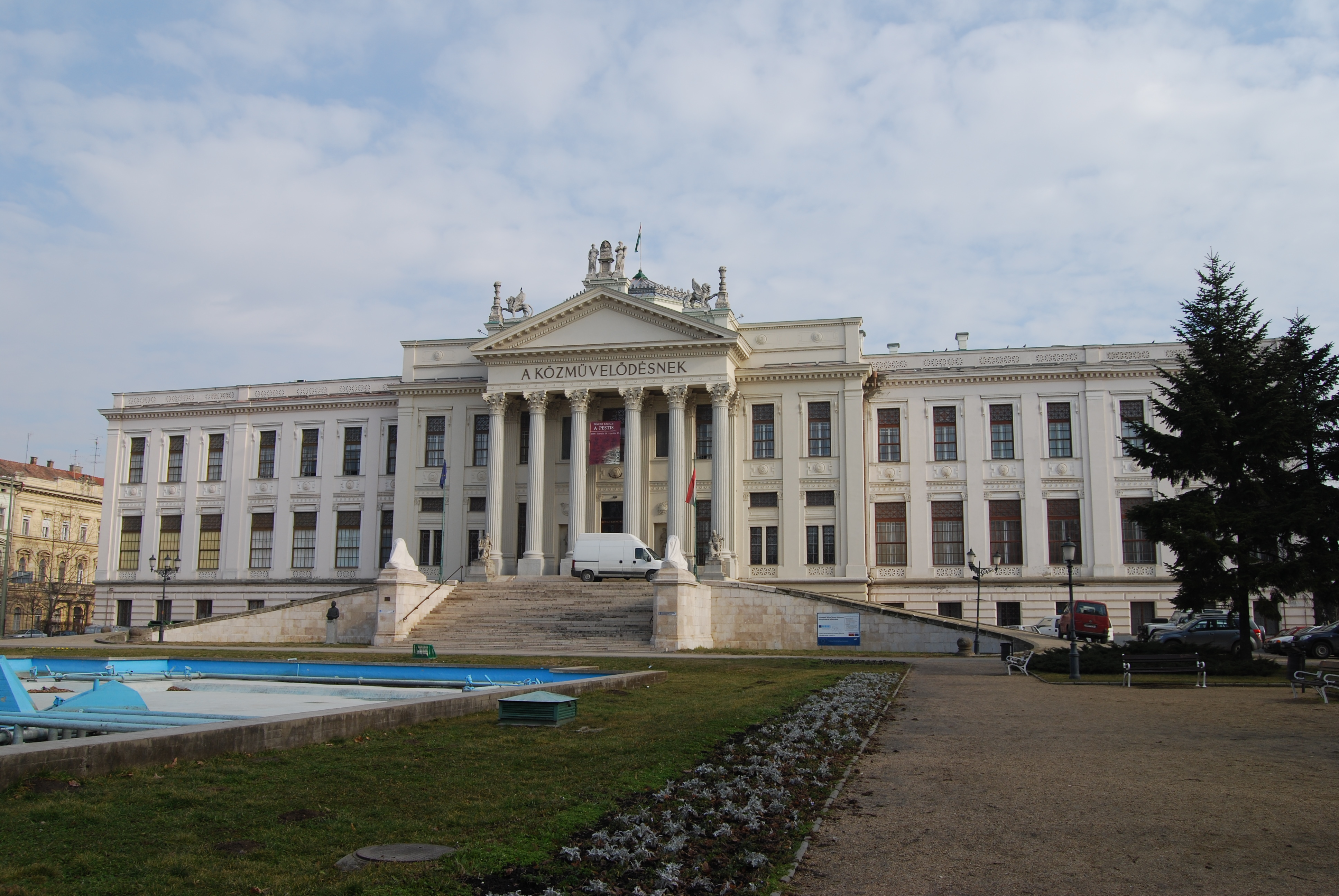
Musée Ferenc Móra de Szeged.

- 1912 : (hu)Csilicsali Csalavári Csalavér
- 1915 : (hu)Filkó meg én
- 1918 : (hu)Kincskereső kis ködmön
- 1922 : (hu)Dióbél királyfi
- 1921 : (hu)A festő halála
- 1925 : (hu)Georgikon
- 1927 : 
  - (hu)Nádihegedű
  - (hu)Ének a búzamezőkről
  - (hu)Beszélgetés a ferdetoronnyal
  - (hu)Véreim
  - (hu)Sokféle
- 1930 : (hu)Egy cár, akit várnak
- 1932 : (hu)Aranykoporsó
- 1934 : (hu)Daru-utcától a Móra Ferenc-utcáig
- 1935 : 
  - (hu)Utazás a földalatti Magyarországon
  - (hu)Parasztjaim
  - (hu)Dióbél királykisasszony
  - (hu)Napok, holdak, elmúlt csillagok